# Katedrala Bagrati
Katedrala Bagrati (gruzijski: ბაგრატის ტაძარი, Bagratis tadzari, što znači "Katedrala smrti Bogorodice") je katedrala iz 11. stoljeća u gruzijskom gradu Kutaisi. Katedrala je danas ruina, ali se još uvijek smatra remek-djelom srednjovjekovne iberijske arhitekture, zbog čega je, zajedno s obližnjim samostanom Gelati, upisana na UNESCO-ov popis mjesta svjetske baštine u Aziji i Oceaniji 1994. godine.
Katedrala se nalazi na vrhu brda Uk’imerioni koji dominira središtem grada. Izgrađena je za vrijeme vladavine Bagrata III. (975. – 1014.), osnivača Bagratijske dinastije, oko 1003. godine (prema natpisu na sjevernom zidu), po kojemu je dobila ime. Ona ima tlocrt upisanog križa čiji krakovi završavaju polukružnim apsidama, osim zapadnog na kojemu je portal ukrašen kvadratičnim trijemom s arkadama. Na sjecištu krakova imala je skladnu i vitku kupolu na visokom tamburu. Nedaleko od crkve, na sjeverozapadnom kutu kompleksa, u 11. stoljeću, za vladavine Davida Graditelja (1073. – 1125.), ujedinitelja Gruzije, je podignut i trokatni kampanil (odvojeni zvonik), za koji se vjeruje da je bio i biskupska rezidencija. Crkva je dugo služila kao vjersko središte gruzijskog kraljevstva, ali i simbol ujedinjenja Gruzijaca.
God. 1691. uništena je u eksploziji kada su Osmanlije izvršile invaziju na gruzijsko Kraljevstvo Imereti. Od tada je katedrala bez kupole i svoda. Njezini raskošno ukrašeni kapiteli, te dijelovi stupova i svodova su razasuti po njezinoj unutrašnjosti.
Njezina obnova je otpočela još 1952. godine, ali još uvijek traje i bilo je zamjerki na nedoslijednost izvornoj arhitekturi. Od 2001. godine, katedrala je vraćena gruzijskoj Crkvi i u njoj se povremeno održavaju vjerske službe, no poznatija je kao velika turistička atrakcija.
Zbog nepridržavanja izvornog oblika Gospine katedrale pri njezinoj obnovi, UNESCO ju je smjestio na popis ugroženih mjesta svjetske baštine i razmatra njezino uklanjanje s popisa svjetske batine

## Vanjske poveznice
- Bagrati katedrala (rus.) Posjećeno 13. ožujka 2011.

Ostali projekti
|  | Zajednički poslužitelj ima još gradiva o temi Katedrala Bagrati |